# Neocrepidodera fulva
Neocrepidodera fulva es una especie de insecto coleóptero de la familia Chrysomelidae. Fue descrita científicamente en 1991 por Kimoto.